# 李元景
李 元景（り げんけい、生年不詳 - 永徽4年2月2日（653年3月6日））は、中国の唐の高祖李淵の六男。荊王に立てられた。

## 経歴
李淵と莫嬪の間の子として生まれた。
武徳3年（620年）、趙王に封ぜられた。武徳8年（625年）、安州都督に任ぜられた。貞観初年、雍州牧・右驍衛大将軍に累進した。貞観10年（636年）、荊王に徙封され、荊州都督となった。のちに鄜州刺史に転じた。永徽初年、司徒に位を進め、実封1500戸を受けた。
永徽4年（653年）、房遺愛の謀反事件に連座して子の李則とともに処刑された。のちに沈黎王に追封された。

## 伝記資料
- 『旧唐書』巻64 列伝第14「荊王元景伝」
- 『新唐書』巻79 列伝第4「荊王元景伝」